# Proserpine (Saint-Saëns)
Pour les articles homonymes, voir Proserpine (homonymie).

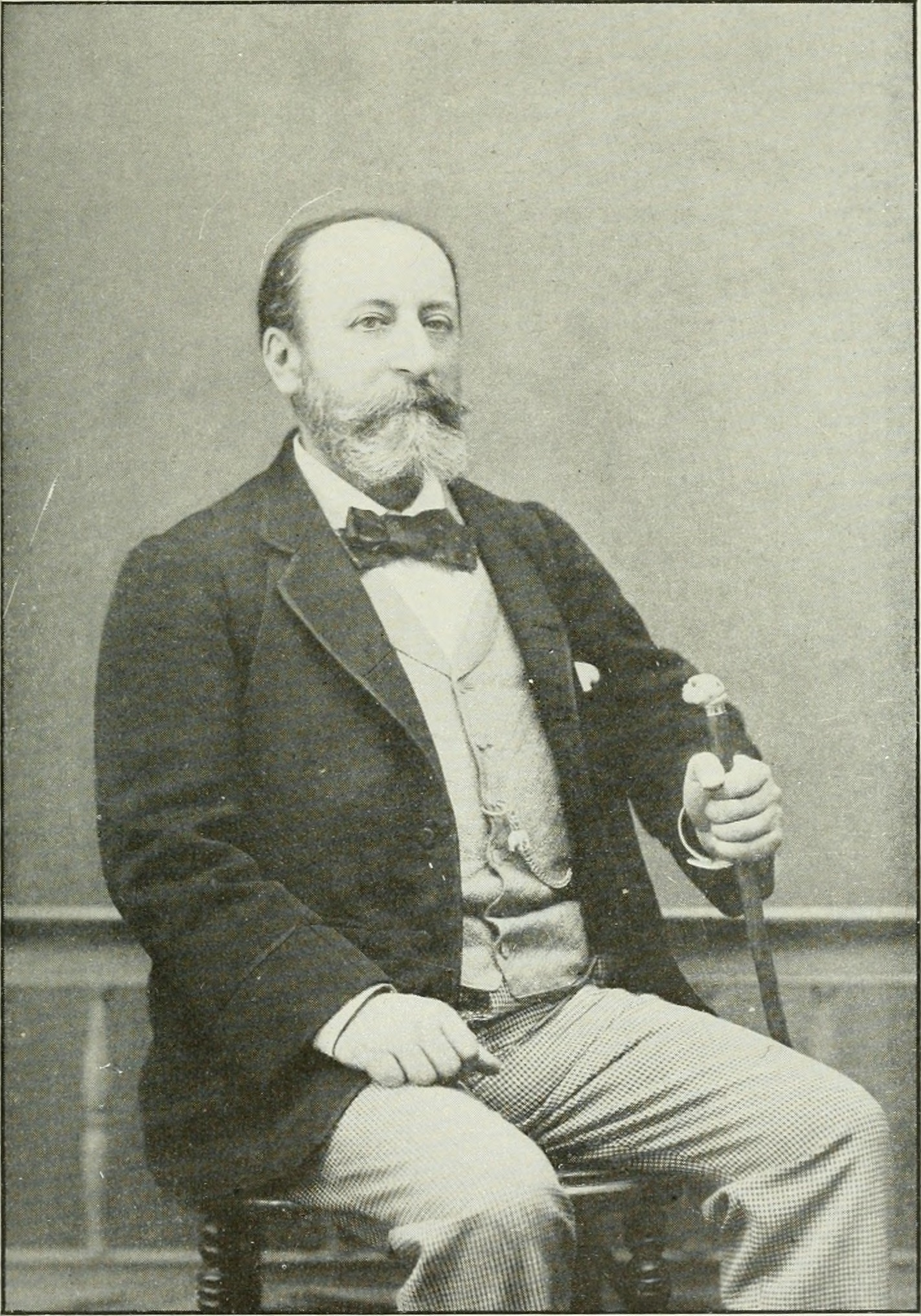
Camille Saint-Saëns

Proserpine est un drame lyrique en 4 actes de Camille Saint-Saëns sur un livret de Louis Gallet, créé à Paris le 14 mars 1887 au théâtre national de l’Opéra-Comique, et révisé en 1899. Le livret est tiré d'une pièce de théâtre du même nom, en un acte et en vers, écrite par Auguste Vacquerie et publiée en 1872 dans son recueil Mes Premières Années de Paris.

## Rôles, types de voix et interprètes de la création
| Rôle                                       | Type de voix              | Interprètes à la création Chef d'orchestre: Jules Danbé |
| ------------------------------------------ | ------------------------- | ------------------------------------------------------- |
| Proserpine                                 | soprano                   | Caroline Salla                                          |
| Angiola                                    | soprano                   | Cécile Simonnet                                         |
| Sabatino                                   | ténor                     | Guillaume Albert Lubert                                 |
| Squarocca                                  | baryton                   | Émile-Alexandre Taskin                                  |
| Renzo                                      | basse                     | M. Cobalet                                              |
| Orlando                                    | ténor                     | M. Herbert                                              |
| Ercole                                     | baryton                   | M. Collin                                               |
| Filippo                                    | 2e ténor                  | M. Caisso                                               |
| Gil                                        | 2e ténor                  | M. Barnolt                                              |
| Une religieuse                             | [soprano]                 | Mme Perret                                              |
| Trois jeunes filles                        | [deux soprani, contralto] | Mmes Mary, Augusta, Esposito                            |
| Trois novices                              | [deux soprani, contralto] | Mmes Balanqué, Barria, Nardi                            |
| Seigneurs, mendiants, religieuses, soldats | [chœur]                   |                                                         |

## Résume de l'action

### Acte I
Les jeunes gens (Filippo, Ercole) parlent de Proserpine, la courtisane qui apprécie la compagnie des hommes, riches ou pauvres, et se désolent de ne pas retenir son attention. Proserpine passe, murmure qu'elle n'a pas vu Sabatino.
Renzo et Sabatino apparaissent et l'action suit plus ou moins le même cours que dans la pièce : Renzo veut être sûr que Sabatino a renoncé au libertinage avant de le laisser épouser sa sœur, Angiola. Il sait qu'il a déjà voulu conquérir Proserpine : Sabatino l'assure qu'il y a renoncé, puis cède aux instances de Renzo et accepte de faire une dernière tentative. Sabatino est rejeté, Proserpine explique qu'elle veut de l'argent et du plaisir et non de l'amour - mais se sent insultée quand Sabatino lui dit qu'il est riche - et le chasse. 
Proserpine croise alors le chemin d'un vaurien, Squarocca, qui vient d'être arrêté pour vol : elle le fait libérer. Elle apprend peu après que Sabatino épouse Angiola dans peu de temps, et envisage de se servir de Squarocca pour se venger. L'acte se termine par un hymne à la fête sans souci du lendemain.

### Acte II
Au couvent. Les sœurs encouragent Angiola qui se croit oubliée au couvent, mais Renzo paraît, accompagné de Sabatino qui déclare sa flamme. Moment de bonheur, après quoi des pèlerins sont accueillis, et parmi eux Squarocca. Tous sortent, Sabatino repart pour préparer l'arrivée d'Angiola, tandis que Renzo reste pour organiser son voyage.

### Acte III
Un campement de "gitanos" dans la montagne. Les gitans dansent : c'est le ballet du IIIe. Squarocca paraît et leur demande de l'aider. Proserpine paraît, habillée en gitane. Ils ont préparé un guet-apens. La voiture transportant Renzo et sa sœur s'arrête, Squarocca offre son aide tandis que Proserpine, le visage voilé, prend la main d'Angiola pour lui dire son avenir : elle lui annonce que le ciel s'oppose à son mariage, et qu'elle doit retourner au couvent. Angiola ne se laisse pas impressionner. Elle reste aux mains de Squarocca, Proserpine part pour rejoindre Sabatino et lui parler. Rapidement, Renzo parvient à libérer Angiola. 

### Acte IV
Chez Sabatino. Celui-ci se réjouit d'épouser la virginale Angiola. Proserpine paraît, avoue son amour pour Sabatino qui la rejette et la congédie. Angiola arrive, raconte ses mésaventures à Sabatino. Les deux amoureux se réjouissent tandis que Proserpine les observe à la dérobée, puis soudain frappe Angiola d'un coup de poignard avant de retourner l'arme contre elle-même. Angiola la plaint : "Pauvre femme !" Proserpine dit : "Soyez heureux", et meurt.

## Discographie
Véronique Gens, Proserpine, Marie-Adeline Henry, Angiola, Frédéric Antoun, Sabatino, Flemish Radio Choir, Münchner Rundfunkorchester, Ulf Schirmer dir. 2 CD Palazetto Bru Zane 2017. Diapason Découverte.